# Connect
《Connect》是ClariS的第二張單曲，於2011年2月2日由SME Records發售。

## 解説
主打曲「Connect」是電視動畫《魔法少女小圓》使用的主題曲，據報導在DWANGO動畫鈴聲網站上1月6日的每日歌詞排名獲得第1名。根據演唱組合ClariS的Clara所說，「Connect」一曲是代表曉美焰的心情的歌曲。
第二首歌曲的「Dreamin'」據Aris說是「以太陽為題材的開朗加油歌」，第三首歌曲的「キミとふたり」，Clara說是「以月亮為主題，間奏夾雜著ClariS兩人的閒聊」。
販售形式有通常盤和初回盤、動畫盤三種，初回盤有「コネクト」的PV收錄DVD，動畫盤是主打曲的TV MIX收錄。動畫盤封面繪有動畫主角鹿目圓及暁美焰。此外關於本作品的藝人宣傳照，是由擔任『魔法少女小圓☆魔力』角色設計的蒼樹梅繪製。本單曲於2011年2月14日的公信榜周榜中以2萬5千張的銷量獲得第5名，自出道單曲以來連續兩張單曲打入前十名。此外，於2月14日的公信榜單日榜中獲得第3名，於發行第三週時取得單日榜最高名次。

## 獲獎
- Newtype×Machi★Asobi動畫獎2011的「主題曲獎」
- NHK日本動畫100的「最佳動畫歌曲100」第11名
- SONY平成動畫歌曲大獎作品獎（2010-2019年）
- AT-X電視台創立25週年動畫排名榜「最愛動畫歌曲」第6名（2023年）

## 收錄曲

### 初回生産限定盤、通常盤
1. コネクト [4:27]
作詞・作曲：渡辺翔、編曲：湯浅篤
  - 電視動畫『魔法少女小圓』主題歌
2. Dreamin' [4:33]
作詞・作曲：角野寿和、編曲：角野寿和・原田卓也
  - PSP用遊戲《秋叶原之旅》主題曲
3. キミとふたり [4:09]
作詞・作曲・編曲：Carlos K.（Vanir）
4. コネクト-Instrumental-

### 動畫盤
1. コネクト
2. Dreamin'
3. キミとふたり
4. コネクト-TV MIX-

### DVD（初回限定盤）
1. コネクト （Music Clip）

## 外部連結
- ClariS | Official Site
- SME Records公式網站内紹介網頁
  - 初回限定盤（页面存档备份，存于）
  - 通常盤（页面存档备份，存于）
  - 動畫盤（页面存档备份，存于）